# Sven O. Kullander

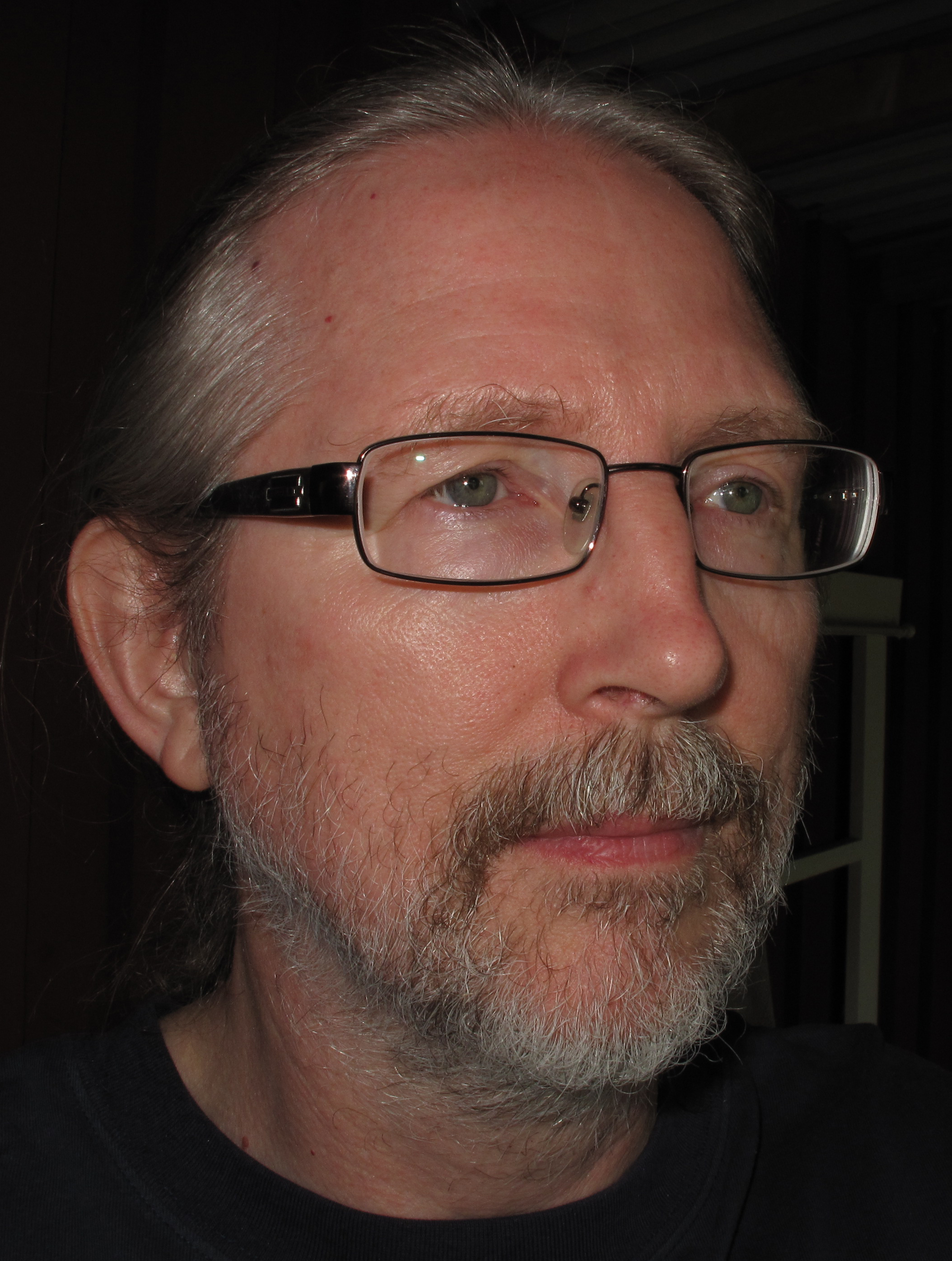
Sven Kullander

Sven Oscar Kullander (Sollefteå, 30 de novembro de 1952) é um biólogo sueco especializado em ictiologia. Pesquisa principalmente ciclídeos – especialmente o gênero Apistogramma e o Cichlasoma-complex – e outros peixes tropicais de água doce. Ele também tem trabalhado com espécies de peixes ameaçadas de extinção na Suécia.

Estudou nas universidades de Umeå e Estocolmo e teve seu Ph.D. em Estocolmo no ano de 1984. Atualmente é curador no Museu Sueco de História Natural em Estocolmo, onde é responsável pelas coleções de ictiologia e herpetologia. Kullander também coordena as contribuições do museu para a FishBase.
Kullander produziu mais de 100 publicações científicas de peixes, e descreveu muitos grupos e novas espécies de ciclídeos. 
A revista dos aquaristas Suecos Tidskriften Akvariet deu a ele o "Akvariets Oscar" ("the Aquarium Academy Award") em 1996 por sua grande contribuição para a aquariofilia. Sua esposa Fang Fang Kullander (1962-2010) também foi uma ictióloga do Museu Sueco.

## Algumas publicações
- Kullander, S.O. 1983. A revision of the South American Cichlid genus Cichlasoma (Teleostei: Cichlidae). Swedish Museum of Natural History, Stockholm. ISBN 91-86510-01-0
- Kullander, S.O. 1986. Cichlid fishes of the Amazon River drainage of Peru. Department of Vertebrate Zoology, Swedish Museum of Natural History, Stockholm. ISBN 91-86510-04-5
- Kullander, S.O. & H. Nijssen. 1989. The cichlids of Surinam: Teleostei, Labroidei. E.J. Brill, Leiden. ISBN 90-04-09077-0
- Kullander, S.O., T. Stach, H.G. Hansson, B. Delling & H. Blom. 2011. Nationalnyckeln till Sveriges flora och fauna. Ryggsträngsdjur: lansettfiskar – broskfiskar, Chordata: Branchiostomatidae – Chondrichthyes. ArtDatabanken, Uppsala